# Габрієла Мікетті
Ма́рта Габрієла Міке́тті І́лья (ісп. Marta Gabriela Michetti Illia, ісп. вимова: [ˈmaɾta ɣaˈβɾjela miˈketi ˈilja]; нар. 28 травня 1965, Лапріда, Буенос-Айрес) — аргентинська політична діячка. Вона обіймала посаду заступниці мера Буенос-Айреса з 2007 по 2009 рр., була членкинею Палати депутатів з 2010 по 2013 рр. 2013 року вона була обрана сенаторкою від Буенос-Айреса. Віцепрезидент Аргентини з 2015 по 2019 роки.

## Біографія
Народилась 28 травня 1965 року у м. Лапріда, провінція Буенос-Айрес, Аргентина. У 1988 році отримала вищу освіту в Університеті Сальвадору за спеціальністю міжнародні відносини.